# Volcan Somma
 (janvier 2024).
Si vous disposez d'ouvrages ou d'articles de référence ou si vous connaissez des sites web de qualité traitant du thème abordé ici, merci de compléter l'article en donnant les références utiles à sa vérifiabilité et en les liant à la section « Notes et références ».

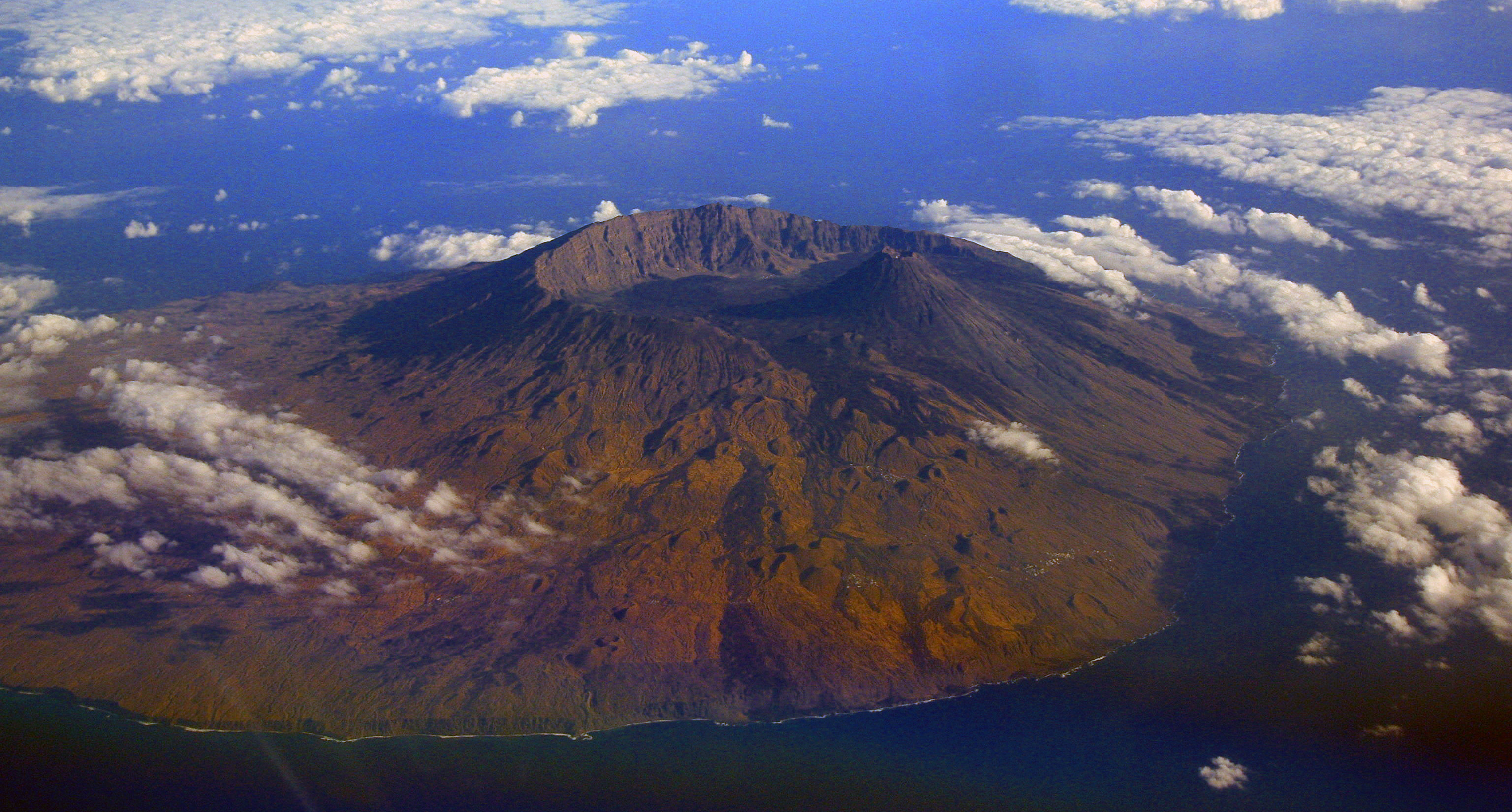
Vue aérienne de Fogo au Cap-Vert, avec le Pico do Fogo à l'intérieur de la Chã das Caldeiras, un exemple de volcan Somma.

Le volcan Somma est un type de volcan complexe composé d'une caldeira en forme de fer à cheval, reliquat issu de la destruction d'un ancien cône volcanique, et dont le fond est partiellement occupé par un nouveau cône plus récent.
Ce nom tire son origine du mont Somma, un ancien stratovolcan du Sud de l'Italie, situé en lieu et place de l'actuel Vésuve, qui s'est implanté au cœur de la caldeira formée par des éruptions successives de l'ancien volcan.
Un grand nombre de volcans Somma se trouvent dans la péninsule du Kamtchatka (Zarechny) et dans les îles Kouriles (Ebeko, Ivan Grozny, Kolokol, Medvejia, Milne, Ourataman, Tyatya). Le Pico do Fogo au Cap-Vert, le Teide aux îles Canaries ou encore le Sakurajima au Japon sont d'autres exemples de volcans Somma.